# Tomás de Zumalacárregui y de Imaz
Tomás de Zumalacárregui y de Imaz (basc: Tomas Zumalakarregi Imatz; Ormaiztegi, 29 de desembre de 1788 - Zegama, 24 de juny de 1835) fou un militar basc antiliberal i general de l'exèrcit carlista durant la Primera Guerra Carlina. Se'l coneixia popularment com a "Oncle Tomás".

## Biografia
Zumalacárregui va néixer a Ormaiztegi, poble situat a la comarca guipuscoana del Goierri, el 29 de desembre de l'any 1788. Fill de família molt humil fou el desè d'un total d'onze germans nascuts del matrimoni de Francisco Antonio Zumalacárregui Múgica i Ana María Imaz Altolaguirre.
A l'inici de la Guerra del Francès, l'any 1808, s'allistà a Saragossa, on participà en el primer setge de la ciutat i la batalla de Tudela. En el segon setge de Saragossa fou fet presoner en una de les sortides. Va aconseguir escapar i es va unir a la guerrilla de Gaspar de Jáuregui (El Pastor). A mesura que avançava la guerra, Zumalacárregui, home seriós i de fortes conviccions religioses, se sentia incòmode en el sistema de combat de guerrilles. Així doncs, s'incorporà al primer batalló de Guipúscoa de l'exèrcit regular com a oficial. L'any 1812 fou ascendit a capità. Tomás de Zumalacárregui no simpatitzava amb els principis liberals que en aquella època s'estenien per l'Estat espanyol, sinó que se sentia més proper a la causa dels monàrquics absolutistes. Quan el 1820 es va tornar a promulgar la Constitució Espanyola de 1812, encara era capità. Fou denunciat al nou govern per oficials liberals, que van sol·licitar la seva expulsió de l'exèrcit. Encara que la denúncia no va prosperar, va ser apartat del servei actiu. Després es va posar a les ordres de Quesada, ascendint a tinent coronel l'any 1822.

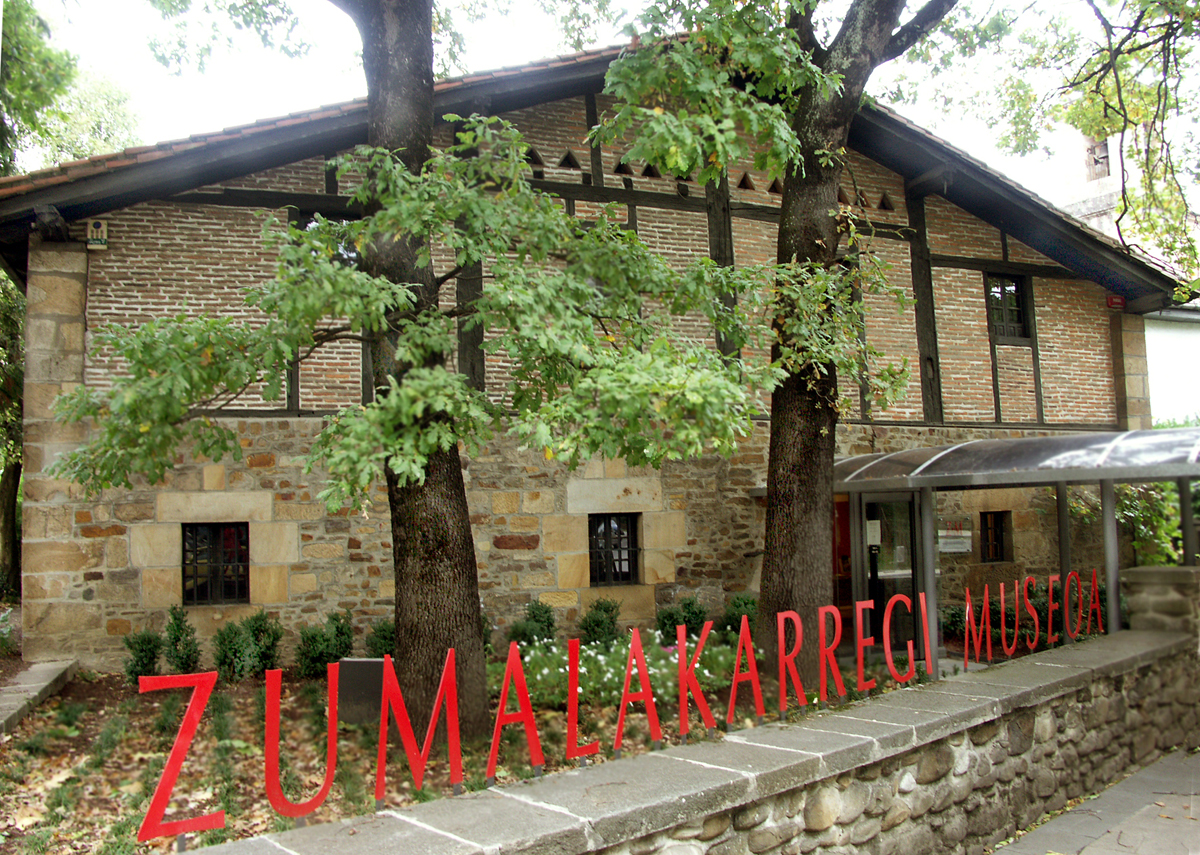
Museu Zumalakarregi d'Ormaiztegi

Després de la restauració de Ferran VII d'Espanya i el retorn de l'absolutisme el 1823, va formar part d'una comissió militar per a la repressió de delictes polítics, arribant al grau de coronel el 1829. L'any 1832 va ser nomenat governador militar de Ferrol. En aquells dies, ja era reconegut com integrant del partit absolutista que pretenia afavorir les opcions successòries del germà del rei, Carles Maria Isidre de Borbó ("Don Carlos"). L'abolició de la llei sàlica i la proclamació de la filla de Ferran VII, Isabel (Isabel II) com a hereva del tron el va enfrontar amb les autoritats navals de Ferrol, que eren partidàries de la causa constitucional. Com a conseqüència, va ser acusat de desafecte i destinat a Pamplona. En morir Ferran VII, el 29 de setembre de 1833, residia sense comandament i sota vigilància a Pamplona, d'on va aconseguir fugir i unir-se als carlistes revoltats que es trobaven a la vall navarresa de La Berruenza, al comandament d'Iturralde i Sarrasa. Fracassat a La Rioja, a les províncies basques i en altres indrets de la resta d'Espanya, l'aixecament dels revoltats que donaven suport a l'infant Don Carlos en defensa de l'absolutisme monàrquic, va quedar reduït al petit grup que es trobava ocult a les valls de La Berruenza i Amescoas a Navarra. El 14 de novembre de 1833 els rebels van triar Zumalacárregui com a cap, aixecant acta a Lizarra. Immediatament va començar a organitzar des del no-res i en molt poc temps un eficaç contingent de l'exèrcit rebel, anomenat carlista, equipant-lo en molts casos amb les armes preses a l'enemic.
Conscient de la seva inferioritat numèrica i armamentística, va reproduir la tàctica guerrillera que coneixia des de la Guerra del Francès, emparant-se en l'accidentat relleu i el suport de gran part de la població civil. El 7 de desembre de 1833, la diputació de Biscaia i la diputació d'Àlaba el van nomenar cap de les seves tropes. Molt popular entre els seus soldats (l'anomenaven "Oncle Tomás"), no va dubtar en mostrar-se cruel en la repressió dels liberals ni a emprar el terror per a mantenir controlat el territori (per exemple, amb els afusellaments de Deredia).

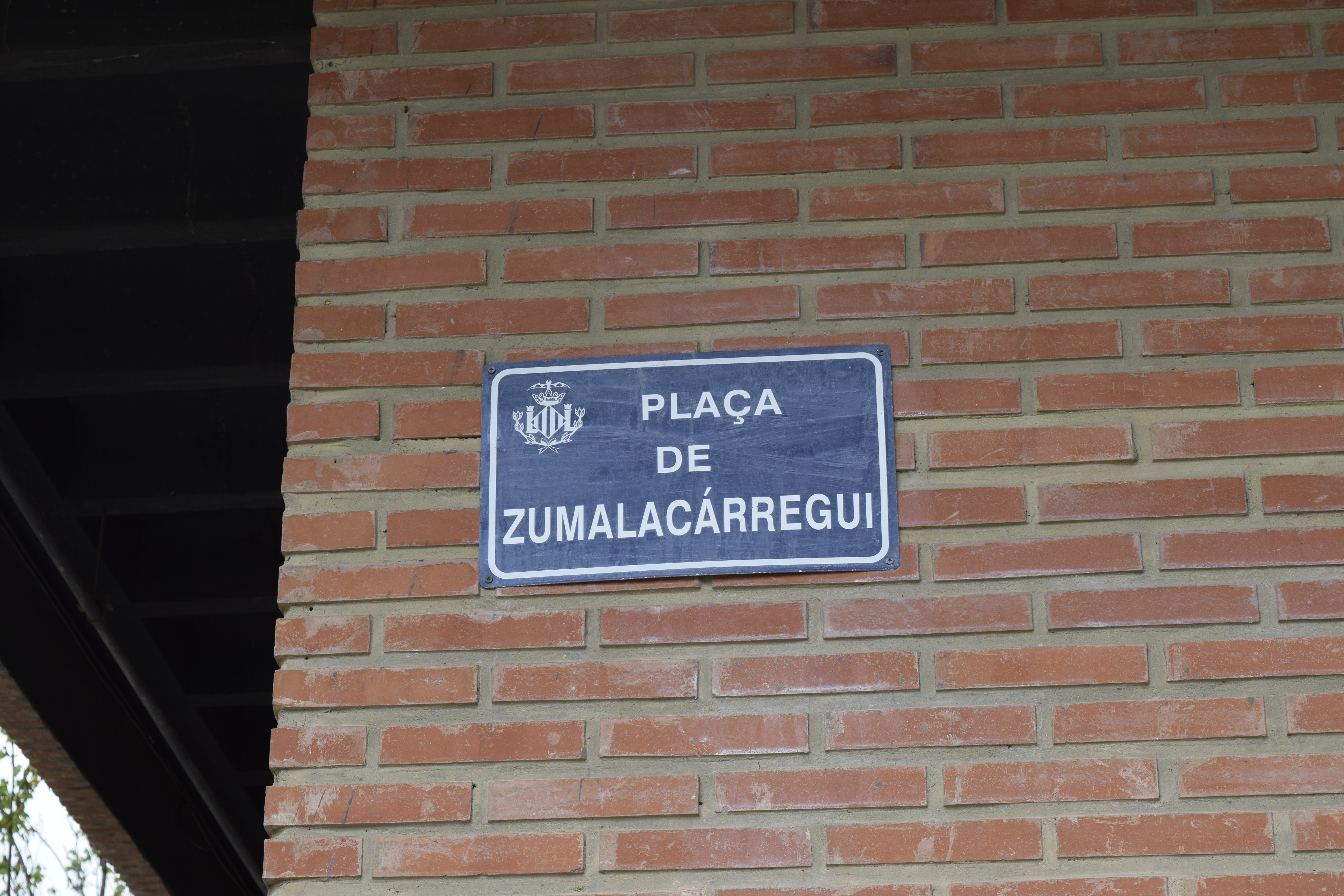
Plaça de Zumalacárregui, València

Durant l'any 1834 es van succeir les victòries en importants accions, com l'assalt a un comboi d'armes entre Logronyo i Cenicero, les accions d'Alegria d'Àraba i Venda d'Echavarri, fins al punt de provocar la dimissió de José Ramón Rodil Campillo en el comandament de l'exèrcit enemic. Però va acabar l'any amb una amarga derrota a la batalla de Mendaza i una prudent retirada a la batalla d'Aquijas. Però el març i abril de 1835, amb l'acció de Larremiar contra Francisco Espoz Mina i l'acció d'Artaza contra Gerónimo Valdés, va desfer la tropa isabelina que es va veure obligada a desmantellar totes les estratègiques guarnicions (Maeztu, Altsasu, Elizondo, Doneztebe, Urdazubi, entre altres), únicament restant les de capital de les províncies basques (Pamplona, Sant Sebastià, Bilbao i Vitòria) i alguns ports de la costa. El gruix de l'exèrcit isabelí es va retirar a la riba sud de l'Ebre i Zumalacárregui va signar amb Jerónimo Valdés de Noriega el Conveni d'Elliot. Controlant ja la major part de les províncies basques, animat per aquests èxits (i per la necessitat d'aconseguir diners i suport internacionals), Carles Maria Isidre de Borbó li ordenà el 1835 prendre Bilbao, malgrat l'opinió contrària de Zumalacárregui -que hagués preferit atacar Vitòria- i des d'allí obrir-se camí cap a Madrid. L'operació va començar amb èxit, a l'obrir-se pas cap a Bilbao en vèncer el general Espartero en el port de Descarga, va assetjar la capital biscaïna el 10 de juny de 1835; però, en la seva obstinació per reconèixer personalment les fortificacions enemigues i les posicions dels seus homes, el dia 15 va pujar a la balconada d'un edifici per observar les operacions i va resultar ferit en una cama per una bala perduda de l'exèrcit isabelí. Immediatament va ser traslladat 60 quilòmetres més enllà, al poble de Zegama assegut en una butaca requisada en una fonda i a coll dels seus voluntaris. Es va allotjar a casa d'una cosina i va morir el 24 de juny de 1835, probablement de septicèmia. Com que la ferida presentava poca importància, alguns historiadors opinen que va ser una mort molt estranya i recorden que el general tenia molts enemics dins dels cercles de l'aristocràcia carlista. No obstant això, no s'ha pogut aportar cap prova sòlida en aquest sentit. Altrament es coneix el seu rebuig a ser atès per un metge, pel fet que fos anglès.